# West Texas Intermediate
West Texas Intermediate (WTI) is een soort aardolie die veel wordt gebruikt in Amerikaanse raffinaderijen en geldt als benchmark voor olieprijzen. WTI is een lichte oliesoort met een hoge API-dichtheid en een laag zwavelgehalte. 

## Specificatie
WTI is een lichte olie met een API-dichtheid van ongeveer 39,6° en een relatieve dichtheid van ongeveer 0,827. Het bevat ongeveer 0,24% zwavel.

## Benchmark olieprijs
WTI is een belangrijke graadmeter voor de olieprijsontwikkeling. WTI olie wordt op grote schaal verhandeld tussen oliemaatschappijen, maar ook door beleggers in grondstoffen. De meeste handel vindt plaats door middel van futures. De belangrijkste goederenbeurs voor de verhandeling van WTI olie en de futures daarop is van de CME Group. 
Fysieke levering van de WTI olie is mogelijk, daar de meeste olie van dit type wordt opgeslagen in Cushing, een belangrijk knooppunt voor de olie-industrie in Oklahoma. Hier staan grote opslagtanks die zijn aangesloten op pijplijnen die de olie naar alle regio’s in de Verenigde Staten vervoeren. WTI is een belangrijk grondstof voor raffinaderijen in het midwesten van de Verenigde Staten en aan de kust van de Golf van Mexico.